# Coronacrisis in de Verenigde Staten
De coronacrisis in de Verenigde Staten begon op 21 januari 2020 toen de eerste besmetting met SARS-CoV-2 in de Verenigde Staten werd vastgesteld.

Staten en counties die een order hebben uitgevaardigd om thuis te blijven (stand 28 maart 2020):
Van toepassing voor 22 maart
Van toepassing voor 29 maart
Van toepassing voor 5 april
Van toepassing voor 12 april

## Preventie

Aantal besmettingen (blauw) en sterfgevallen (rood) door COVID-19 (logaritmische schaal). De stippellijnen geven de dagelijkse verschillen aan.

Tussen de 60.000 en 65.000 personen reizen jaarlijks tussen Wuhan en de Verenigde Staten, waarbij januari het hoogseizoen vormt. Op de luchthavens San Francisco International Airport, Los Angeles International Airport en John F. Kennedy International Airport in New York werd gestart met het screenen van arriverende reizigers op symptomen van het virus, dit in de aanloop naar de piek van reizigers zo vlak voor het Chinees Nieuwjaar. Door het toegenomen aantal besmettingen zijn ook O'Hare International Airport in Chicago en Hartsfield-Jackson Atlanta International Airport begonnen met het screenen van arriverende reizigers.

## Besmettingen
Het Amerikaanse Centers for Disease Control and Prevention (CDC) bevestigde de eerste besmetting van COVID-19 in de Verenigde Staten op 21 januari 2020, in de staat Washington. De man vloog van Wuhan naar Seattle-Tacoma International Airport op 15 januari en meldde zich vier dagen later met een longontsteking. Een tweede besmetting werd op 24 januari bevestigd in Chicago, Illinois. 43 personen die in contact waren geweest met de eerste man werden gemonitord.
- Op 24 januari lieten de lokale autoriteiten weten dat 63 potentiële besmettingen in de VS worden gemonitord. Deze potentiële besmettingen waren verspreid over 22 verschillende Amerikaanse staten.
- Op 26 januari werd een vijfde patiënt met het virus bevestigd.[1]
- Op 28 februari verkondigde president Trump dat het coronavirus de nieuwe hoax van de Democraten was, dat de pers hysterisch was en dat er slechts 15 patiënten in dit grote land waren van wie er geen enkele is overleden. Verder kregen de Democraten vanwege hun politiek voor 'open grenzen' de schuld dat het virus het land binnen was gekomen. Desondanks gaf de president aan dat de regering alles zou doen om het virus buiten het land te houden. Ook kondigde de president aan dat er een coronataskforce zou worden ingesteld om de maatregelen te coördineren en te evalueren.[2]
- Op 1 maart 2020 werd bevestigd dat de eerste Amerikaanse coronapatiënt is overleden aan de gevolgen van COVID-19. Het zou gaan om een man in de vijftig uit de staat Washington.[3]
- Op 14 maart was de grootste concentratie besmettingen aan de westkust, in Californië (223) en Washington (568). Ook in New York (524), New Jersey (427) en Massachusetts (218), aan de oostkust, waren er veel besmettingsgevallen.
- Op 27 maart werd de 100.000e patiënt gediagnosticeerd; uiteindelijk waren er die dag 100.997 gevallen vastgesteld; het aantal doden kwam op 1591. Sinds die dag is de Verenigde Staten het zwaarst getroffen land.
- Op 29 maart was het aantal bevestigde besmettingen ruim 121.100, terwijl er nu ruim 2.000 mensen zijn gestorven aan het virus. Er werd bekendgemaakt dat in de staat New York het aantal bevestigde coronabesmettingen elke drie tot vier dagen verdubbelt. Er waren daar toen ruim 700 doden gevallen. Daarmee is de stad uitgegroeid tot het nieuwe epicentrum van de wereldwijde pandemie. Gouverneur Cuomo luidt ondertussen de noodklok. Hij eist snel actie van de federale regering, die tot nu nauwelijks iets ondernomen heeft.[4][5]
- Op 30 maart arriveerde in de haven van New York een militair hospitaalschip met duizend bedden aan boord om de ziekenhuiscapaciteit in de stad uit te breiden.[6] In Central Park op Manhattan is op 30 maart een noodhospitaal opgezet.[7]

## Statistieken
De grootste concentratie besmettingen was aanvankelijk aan de westkust, in Californië (785) en Washington (1.187). Eind maart verschuift het zwaartepunt naar de staat New York. Op 10 maart zei burgemeester Bill de Blasio nog dat het gewone leven vooral moest doorgaan. Twee weken later raken de ziekenhuizen en mortuaria vol met slachtoffers van de epidemie.
Op 29 maart waren er 139.000 bevestigde besmettingen. Het werkelijke aantal lag waarschijnlijk veel hoger. 2.400 mensen waren op deze datum gestorven aan de gevolgen van het coronavirus. President Trump verwacht dat het aantal doden zal oplopen tot "laat ik zeggen 100.000 tot 200.000".

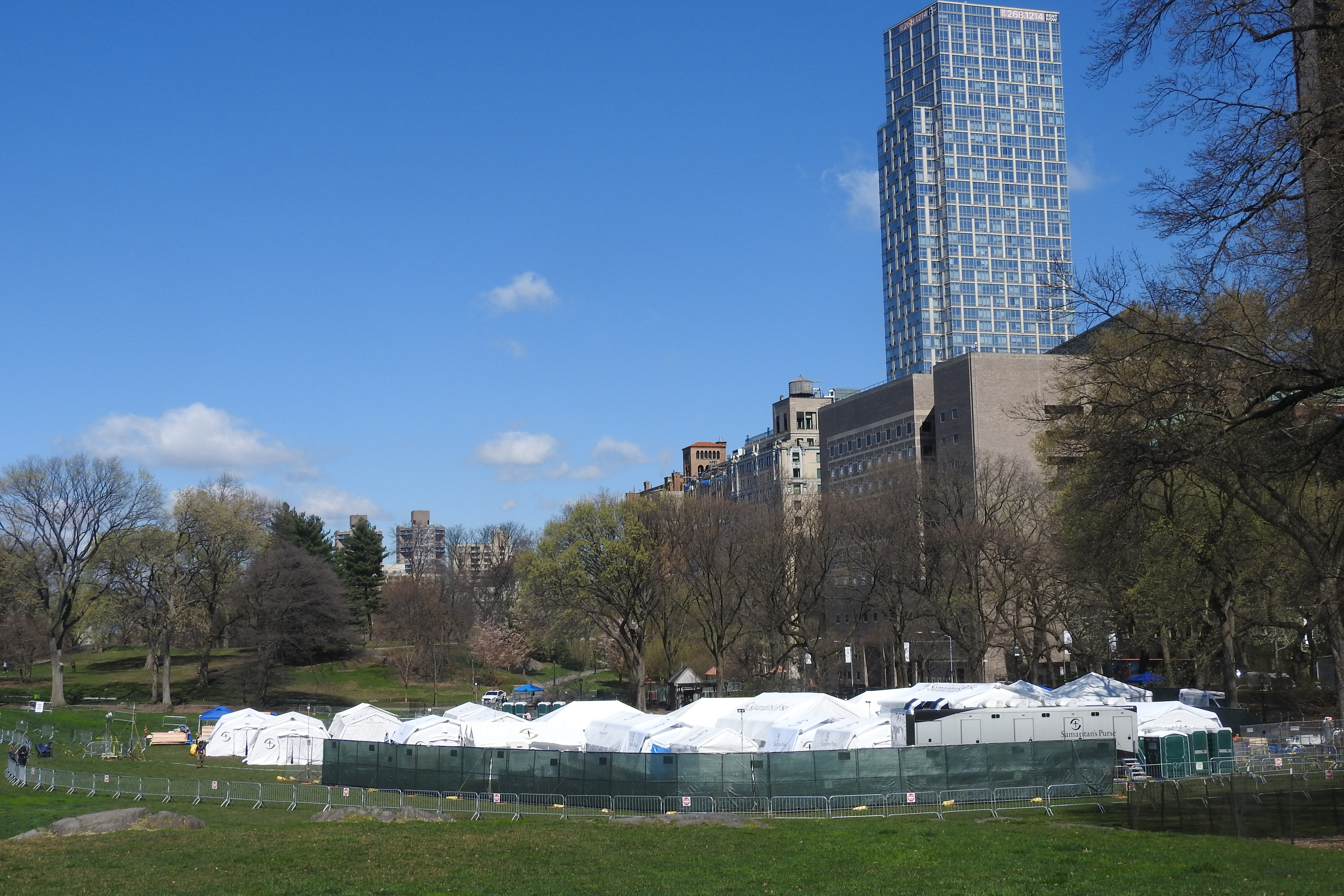
Een veldhospitaal in Central Park in New York

## Reisbeperkingen
Op 12 maart 2020 kondigde president Trump aan dat vanaf 14 maart dertig dagen lang niet meer gereisd kan worden van de meeste Europese landen naar de VS. Hiermee wil Amerika de bedreiging van het coronavirus uit Europa tegengaan. Het reisverbod geldt voor alle buitenlanders die zich de afgelopen veertien dagen in een van de 26 Schengen-landen bevonden. Deze maatregel heeft grote impact op het internationale (lucht)verkeer en toerisme. Er was al een inreisverbod vanuit China en Iran.
Op 14 maart werd aangekondigd dat ook het Verenigd Koninkrijk en Ierland vanaf 16 maart onder het reisverbod gaan vallen.
Op 18 maart 2020 kondigde president Trump aan dat de grenzen met Canada worden gesloten voor niet-essentieel verkeer. De grens met Mexico blijft vooralsnog open. Op 27 maart blokkeerden Mexicanen de grens wegens angst voor import van het coronavirus.

## Vaccin tegen het coronavirus
In maart heeft president Trump pogingen gedaan om het Duitse bedrijf CureVac in Tübingen op te kopen dat bezig is met de ontwikkeling van een vaccin tegen het coronavirus. De Amerikaanse president zou met de aankoop de exclusieve rechten op het mogelijke vaccin willen veiligstellen voor de Verenigde Staten. De Duitse regering wist dit te verhinderen.

## Politieke gevolgen
Het Congres keurde op 27 maart 2020 een eerste pakket met financiële steunmaatregelen goed, ter waarde van 2 biljoen dollar.
Het Environmental Protection Agency schortte de meldingsplicht voor bedrijven bij milieuovertredingen voor onbepaalde tijd op, terugwerkend tot 13 maart. Volgens critici is dit een vrijbrief voor milieuverontreiniging, vooral door grote vervuilers, maar het Agentschap ontkent dit.
Tegenstellingen tussen de diverse staten onderling en met de regering van president Trump in Washington D.C. worden steeds groter, ook tussen Democraten en Republikeinen. Terwijl de ene helft van het land bang is voor de coronacrisis en het land in lockdown gaat, verkeert de andere helft nog steeds in een staat van ontkenning. Veel Amerikanen wachten dit niet af: op het platteland stonden rijen voor de wapenwinkels. Terwijl in Europa voedsel en toiletpapier worden gehamsterd, worden er in Amerika kogels gehamsterd.
Op 29 maart kondigde president Trump extra maatregelen en adviezen aan, die tot eind april van kracht blijven. Er wordt nu geadviseerd om thuis te werken en groepen groter dan 10 te mijden. Ouderen wordt verzocht om volledig thuis te blijven.
Eind september 2020 brak er COVID-19 uit in het Witte Huis en raakten de president, zijn vrouw en een aantal politici en adviseurs besmet. Donald Trump moest zich op 2 oktober in het ziekenhuis laten opnemen.